# Eddie Cahill
Edmund Patrick Cahill (New York, 15 gennaio 1978) è un attore statunitense, noto per il ruolo del detective Don Flack in CSI: NY.

## Biografia
Nato a New York, secondo di tre figli, di origini irlandesi, si è diplomato alla Byram Hills High School nel 1996. 
Debutta partecipando alle serie televisive Streghe e Felicity, inoltre ha interpretato Tag, assistente di Rachel Green, in Friends ed il ragazzo bisessuale di Carrie Bradshaw in Sex and the City. Al cinema ha debuttato nel 2004 in Miracle con Kurt Russell, mentre nel 2005 ha recitato in Lords of Dogtown. 
Dal 2004 al 2013 ha interpretato il detective Don Flack in CSI: NY. Nel 2014 entra nel cast della seconda stagione di Under the Dome.

## Vita privata
Dal 2009 è sposato con la modella Nikki Uberti, dalla quale nel 2010 ha avuto un figlio.

## Filmografia

### Attore

#### Cinema
- Miracle, regia di Gavin O'Connor (2004)
- Lords of Dogtown, regia di Catherine Hardwicke (2005)
- This Is Not a Test, regia di Chris Angel (2008)
- The Narrows, regia di François Velle (2008)
- Material Love (Materialists), regia di Celine Song (2025)

#### Televisione
- Sex and the City – serie TV, episodio 3x04 (2000)
- Streghe (Charmed) – serie TV, episodio 3x05 (2000)
- Felicity – serie TV, episodi 3x09-3x10-3x11 (2000)
- Friends – serie TV, 7 episodi (2000-2001)
- Law & Order - Unità vittime speciali (Law & Order: Special Victims Unit) – serie TV, episodio 2x17 (2001)
- Demon Town – miniserie TV, 9 puntate (2002)
- Dawson's Creek – serie TV, episodi 6x09 (2002)
- Fantasmi (Haunted) – serie TV, episodi 1x07-1x09 (2002)
- CSI: NY – serie TV, 197 episodi (2004-2013) – Don Flack
- Under the Dome – serie TV, 39 episodi (2014-2015)
- Conviction – serie TV (2016-2017)
- NCIS: New Orleans – serie TV, episodio 6x06 (2019)
- Fantasy Island – serie TV, episodi 1x09-1x10 (2021)
- Blue Bloods – serie TV, episodio 13x10 (2023)

### Doppiatore
- CSI: NY – videogioco (2008)

## Doppiatori italiani
Nelle versioni in italiano delle opere in cui ha recitato, Eddie Cahill è stato doppiato da:
- Francesco Bulckaen in Streghe, Conviction
- Patrizio Prata in Under the Dome, Blue Bloods
- Alessandro Quarta in Felicity, Miracle
- Roberto Certomà in Dawson's Creek, NCIS: New Orleans
- Gaetano Varcasia in Law & Order - Unità vittime speciali
- Christian Iansante in Sex and the City
- Vittorio De Angelis in CSI:NY
- Oreste Baldini in Friends
- Tony Sansone in Demon Town
- Saverio Indrio in Fantasmi
- Massimo De Ambrosis in Fantasy Island
- Roberto Certomà in Dawson's Creek